# Suís
El suís, declinació del cafè liegès, però en la qual el cafè és reemplaçat per xocolata, és una darreria constituïda per un gelat amb xocolata sobremuntat de crema xantillí.
Una variant pròxima del suís, dit xocolata vienesa (chocolat viennois en francès), consisteix a dipositar crema xantillí sobre una llet amb cacau o una crema amb xocolata.
La indústria agroalimentària comercialitza darreries amb llet sota la denominació «de Lieja» o de vegades « vienès» ; es tracta llavors de cremes de darreries (aroma cafè, xocolata, fins i tot vainilla) recobertes d'una escuma blanca que evoca la crema xantillí.